# 后子河拱北照壁
后子河拱北照壁，位于中华人民共和国青海省大通回族土族自治县长宁镇乡东村，为青海省市县级文物保护单位，公布日期为1990年11月28日，类型为古建筑。
后子河拱北照壁的历史年代为明末。